# Michał Gliwa
Michał Gliwa (ur. 8 kwietnia 1988 w Rzeszowie) – polski piłkarz występujący na pozycji bramkarza. Jednokrotny reprezentant Polski.

## Kariera klubowa
Gliwa jest wychowankiem szkółki piłkarskiej Orłów Rzeszów, której barwy reprezentował do 2004 roku, gdy to został zawodnikiem Cracovii. Wypatrzył go pracujący wówczas dla krakowskiego zespołu Albin Mikulski. Wcześniej jego usługami zainteresowana była także Stal Rzeszów. Na początku 2007 roku Gliwa przeszedł do drużyny Dyskobolii Grodzisk Wielkopolski. 26 września 2007 roku zadebiutował w barwach pierwszego zespołu podczas wygranego 2:1 spotkania z Jeziorakiem Iława rozegranego w ramach 1/16 Pucharu Polski. 16 kwietnia 2008 roku po raz ostatni wystąpił w składzie pierwszej drużyny. Stało się to podczas zremisowanego 1:1 półfinału Pucharu Ekstraklasy z Górnikiem Zabrze. Latem 2008 roku, po fuzji Dyskobolii z Polonią Warszawa Gliwa został zawodnikiem stołecznej drużyny i to właśnie w jej barwach zadebiutował w Ekstraklasie. Stało się to 8 sierpnia 2008 roku w zremisowanym 2:2 derbowym spotkaniu z Legią Warszawa. W lipcu 2012 roku przeniósł się do Zagłębia Lubin, który to klub opuścił w styczniu 2014 roku. Na początku lutego 2014 roku związał się trzyletnią umową z rumuńskim Pandurii Târgu Jiu, skąd odszedł półtora roku później. Podczas zimowego okienka transferowego w 2016 roku związał się kontraktem do końca sezonu z Sandecją Nowy Sącz. 11 czerwca 2016 rozwiązał umowę za porozumieniem stron, po czym pod koniec sierpnia 2016 ponownie podpisał kontrakt z nowosądeckim klubem.

## Kariera reprezentacyjna
Gliwa ma za sobą występy w młodzieżowych reprezentacja Polski do lat 21 i do lat 23. 16 grudnia 2011 roku zadebiutował w seniorskiej kadrze podczas towarzyskiego meczu z Bośnią i Hercegowiną.

## Statystyki kariery
stan na 22 października 2019
| Klub                | Sezon              | Liga               | Liga  | Liga   | Puchary krajowe | Puchary krajowe | Europa | Europa | Suma  | Suma   |
| Klub                | Sezon              | Liga               | Mecze | Bramki | Mecze           | Bramki          | Mecze  | Bramki | Mecze | Bramki |
| ------------------- | ------------------ | ------------------ | ----- | ------ | --------------- | --------------- | ------ | ------ | ----- | ------ |
| Dyskobolia Grodzisk | 2007/08            | I liga             | 0     | 0      | 6               | 0               | 0      | 0      | 6     | 0      |
| Polonia Warszawa    | 2008/09            | Ekstraklasa        | 2     | 0      | 2               | 0               | –      | –      | 4     | 0      |
| Polonia Warszawa    | 2009/10            | Ekstraklasa        | 5     | 0      | 0               | 0               | 0      | 0      | 5     | 0      |
| Polonia Warszawa    | 2010/11            | Ekstraklasa        | 8     | 0      | 2               | 0               | –      | –      | 10    | 0      |
| Polonia Warszawa    | 2011/12            | Ekstraklasa        | 12    | 0      | 2               | 0               | –      | –      | 14    | 0      |
| Zagłębie Lubin      | 2012/13            | Ekstraklasa        | 28    | 0      | 3               | 0               | –      | –      | 31    | 0      |
| Zagłębie Lubin      | 2013/14            | Ekstraklasa        | 17    | 0      | 2               | 0               | –      | –      | 19    | 0      |
| Pandurii Târgu Jiu  | 2013/14            | Liga I             | 9     | 0      | 0               | 0               | 0      | 0      | 9     | 0      |
| Pandurii Târgu Jiu  | 2014/15            | Liga I             | 15    | 0      | 6               | 0               | –      | –      | 21    | 0      |
| Sandecja Nowy Sącz  | 2015/2016          | I liga             | 3     | 0      | –               | –               | –      | –      | 3     | 0      |
| Sandecja Nowy Sącz  | 2016/2017          | I liga             | 5     | 0      | –               | –               | –      | –      | 5     | 0      |
| Sandecja Nowy Sącz  | 2017/2018          | Ekstraklasa        | 8     | 0      | 0               | 0               | –      | –      | 8     | 0      |
| Raków Częstochowa   | 2018/19            | I liga             | 31    | 0      | –               | –               | –      | –      | 31    | 0      |
| Raków Częstochowa   | 2019/20            | Ekstraklasa        | 13    | 0      | 1               | 0               | 0      | 0      | 14    | 0      |
| Stal Mielec         | 2020/21            | Ekstraklasa        | 5     | 0      | 1               | 0               | –      | –      | 6     | 0      |
| Ogólnie w karierze  | Ogólnie w karierze | Ogólnie w karierze | 161   | 0      | 25              | 0               | 0      | 0      | 186   | 0      |

### Reprezentacyjne
(aktualne na dzień 16 grudnia 2011)
| Reprezentacja | Rok  | Mecze | Bramki |
| ------------- | ---- | ----- | ------ |
| Polska        |      |       |        |
| 2011          | 1    | 0     |        |
| Suma          | Suma | 1     | 0      |

| występy w reprezentacji Polski | występy w reprezentacji Polski | występy w reprezentacji Polski | występy w reprezentacji Polski | występy w reprezentacji Polski | występy w reprezentacji Polski | występy w reprezentacji Polski |
| Lp.                            | Data                           | Miasto                         | Przeciwnik                     | Grał                           | Wynik                          | Rozgrywki                      |
| ------------------------------ | ------------------------------ | ------------------------------ | ------------------------------ | ------------------------------ | ------------------------------ | ------------------------------ |
| 1.                             | 16.12.2011                     | Antalya, Turcja                | Bośnia i Hercegowina           |                                | 1:0                            | towarzyski                     |

## Sukcesy

### Klubowe

#### Sandecja Nowy Sącz
- Mistrzostwo I ligiː 2016/2017

#### Raków Częstochowa
- Mistrzostwo I ligi: 2018/2019